# آن بيلوف-تشاين
آن إثيل بيلوف - تشاين (بالإنجليزية: Anne Beloff-Chain)‏ (26 يونيو 1921 - 2 ديسمبر 1991)، عالمة كيمياء حيوية بريطانية. عملت في المعهد الوطني للصحة (1948-1964) وكلية لندن الإمبراطورية (1964 - 1986) وجامعة باكنجهام (1986- 1991). ركزت أبحاثها على استقلاب الكربوهيدرات والهرمونات المرتبطة بمرض السكري والسمنة.

## بداية حياتها
ولدت آن بيلوف في عام 1921 في هامبستيد لسيمون بيلوف وماري كاتسين. كان والداها من أصل روسي-يهودي، ومن بين إخوانها المؤرخ ماكس بيلوف، بارون بيلوف، وعالم النفس جون بيلوف، والصحفية نورا بيلوف، والسياسي رينيه سوسكين. حصلت بيلوف على شهادة في الكيمياء من كلية لندن عام 1942 قبل أن تحصل على شهادة الدكتوراه في الكيمياء الحيوية للحروق الجلدية تحت إشراف رودولف بيترز في جامعة أكسفورد. زارت كلية الطب بجامعة هارفارد في عام 1946 لإجراء بحوث وعادت إلى المملكة المتحدة في عام 1948. تزوجت في نفس العام من إرنست بوريس تشاين، عالم كيمياء حيوية فاز بجائزة نوبل في علم وظائف الأعضاء أو الطب في عام 1945، وانتقلت معه إلى روما.
على الرغم من أن سمعة زوجها في جميع أنحاء العالم -غالباً ما يغطي فوزه بجائزة نوبل على إنجازاتها العلمية- إلا أنّ آن بيلوف كانت عالمة محترمة للغاية وكانت على ثقة من أنّ أبحاثها لها أهمية كبيرة في عالم تنافسي للغاية في مجال بحوث الكيمياء الحيوية الحديثة.

## حياتها المهنية
عملت بيلوف في المعهد الوطني للصحة في إيطاليا مع زوجها من 1948 إلى 1964، وشغلت منصب باحثة رئيسية. ركزت أبحاثها على استقلاب الكربوهيدرات وآلية عمل الأنسولين في السيطرة الهرمونية لمرض السكري والسمنة. كان أحد أهم اكتشافاتها هو أنّ مستويات بيتا سيل تروبين (هرمون يُحفز إفراز الأنسولين) كانت مرتفعة في دم الأفراد البدينين.
في عام 1964، عُيّنت بيلوف وزوجها في كلية لندن الإمبراطورية وعادت أسرتها إلى لندن حيث شغلت منصبًا لتدريس الكيمياء الحيوية في كلية لندن الإمبراطورية. ترقّت إلى رتبة أستاذة في الكيمياء الحيوية في عام 1983، لكنها قررت مغادرة الجامعة مع فريقها البحثي في عام 1985. بُني مختبر جديد بقيمة 250000 جنيه إسترليني  وأصبحت أستاذة في جامعة باكنجهام في عام 1986. وهناك، تلقت تمويلاً من مؤسسة كلور لتأسس وترأس قسم الكيمياء الحيوية، حيث عملت هناك حتى وفاتها.

## وفاتها
توفيت بيلوف في 2 ديسمبر 1991 في كامدن تاون. اشتهرت باكتشافها المهم في أنّ مستويات بيتا سيل تروبين (هرمون يُحفز إفراز الأنسولين) كانت مرتفعة في دم الأفراد البدينين. لقد خلفت وراءها مجموعة مهمة من الأبحاث العلمية، وابنين من العلماء الناجحين، وعددًا كبيرًا من الزملاء والأصدقاء الذين يفتقدون تفانيها وإسهاماتها العلمية.